# Тази събота и неделя
„Тази събота и неделя“ е сутрешно актуално-информационно уикенд предаване на bTV с водещи Бесте Сабри и Митьо Маринов. То се излъчва на живо всяка събота и неделя от 07:30 до 11:00 ч.   
Първото предаване е излъчено на 12 декември 2010 г.  
Водеща на предаването от самото му създаване през 2010 г. до излизането ѝ по майчинство през 2013 г. е Лора Крумова. След като излиза по майчинство, Антон Хекимян влиза на нейно място, а година по-късно той е заместен от Мариана Векилска. Няколко месеца по-късно влизат и Диана Любенова и Жени Марчева. Векилска напуска през 2018 г. и е заменена от Александра Кръстева. Тя остава в предаването до юли 2021 г., когато излиза по майчинство. От септември същата година предаването е обновено като Любенова и Марчева водят в събота, а към екипа се присъединяват Петя Дикова и Мария Цънцарова, които водят в неделя. От 14 януари 2023 г. предаването е обновено с ново студио, като в събота има нова водеща - Кристина Газиева. От септември 2023 г. предаването е с ново студио и нови водещи – Бесте Сабри и Митьо Маринов.

## Концепция и рубрики
Предаването е създадено в края на 2010 г. излъчвайки неделния блок „Тази неделя“, а година по-късно започва и излъчване на съботен сутрешен блок „Тази събота“. Със стартирането му bTV има сутрешен блок всеки ден. 

### На гости на...
В „На гости на...“ репортер на предаването гостува на живо в къщата на личност, като те заедно показват къщата на домакина и обсъждат актуални около него теми. Рубриката има продължителност 10 – 15 минути.

### Лъжа или истина
В рубриката „Лъжа или истина“ известни личности потвърждават или опровергават определен слух или факт, свързан с тях. Рубриката е с продължителност от около 5 минути и е създадена в началото на втория сезон на предаването.

### Когато бях на 18
В рубриката известни личности гостуват и разказват за този период от живота си. Създадена е за втория сезон на предаването и е излъчена за първи път на 15 септември 2012 г. със старта на новия сезон.

### Поглед към събитията от седмицата
От септември 2021 г. Александра Сърчаджиева и Деси Бакърджиева в неделя, пред Петя Дикова, споделят какво ги е развълнувало от седмицата.

### Поглед върху културното наследство на България
От 27 април 2024 г. Петър Стоянович става постоянен коментатор, който коментира с водещите различни теми, свързани с историята на Българина.